# Метро 2033: Муранча
«Метро 2033: Муранча́» — роман Руслана Мельникова в жанре постапокалиптики, одиннадцатая книга в серии «Вселенная Метро 2033».
Первое издание романа было выпущено в январе 2011 года издательством «АСТ». Также 22 октября 2014 года польским издательством Insignis Media была выпущена польскоязычная версия произведения под названием Mrówańcza.

## Сюжет

### Общие сведения
Действие романа происходит в постъядерном Ростове-на-Дону. По сюжету, перед Третьей мировой войной началось строительство Ростовского метрополитена, и к моменту Катастрофы в недостроенном метрополитене часть станций оказалась пригодной для использования в качестве убежищ — и в качестве постоянного места жительства людей в последующие двадцать лет. Названия и расположения станций также являются вымышленными. В 2033 году метро имеет две линии — «красную» и «синюю» — которые враждуют между собой. По сравнению с более сыто живущими и хорошо организованными общинами красной линии, жители синей линии — жукоеды — занимаются разведением насекомых, которых затем употребляют в пищу. Между тем, известно наличие под Ростовским метрополитеном неисследованных катакомб, называемых «подметро», которые жукоеды хотят исследовать, но не решаются из-за возможных опасностей, таящихся там.
Главный герой романа — охотник Илья Колдунов, известный также по кличке Колдун. За несколько лет до времени действия сюжета на станцию Аэропорт, где жил Илья, напали мутанты с поверхности, уничтожив всех жителей, включая семью Колдунова. Причиной, по которой жители этой тупиковой станции не смогли спастись, стал начальник станции Сапёр, который предательски покинул её, подорвав за собой туннель. Кроме начальника станции, из её жителей выжил лишь Илья Колдунов. С тех пор он живёт на опустошённой станции один, разговаривая с несуществующими родными, и поднимается на поверхность, чтобы истреблять мутантов ради мести, а также менять цветы на могилах родственников.

### Нашествие муранчи
Однажды, выйдя на поверхность в очередной раз, Колдун не видит на территории, прилегающей ко входу на его станцию, ни одного мутанта, что является странным. Затем он становится свидетелем нескольких волн разнообразных мутантов, движущихся с востока и будто бы в панике убегающих от чего-то. Уже спустившись на ближайшую станцию «Сельмаш», Илья получает от охранника весть о том, что на город движется рой огромных насекомых, напоминающих гибрид саранчи и муравьёв. Ростовчане дают этим насекомым имя «муранча». Начальник станции блокирует станцию и предлагает Илье временно остаться на Сельмаше в качестве охранника, обещая щедро вознаградить.
Через некоторое время фанатик Тютя Приблажный подрывает гермоворота на станции Посёлок Орджоникидзе, в результате чего муранча проникает в метро. Илья и другие жители убегают от муранчи по туннелям, оставляя станцию за станцией. Муранча движется следом, прорывая на пути все ограждения и баррикады, наспех возведённые людьми. Наконец, когда, несмотря на все конфликты, беженцы перебираются на синюю линию метро, подрывая за собой переход между линиями, муранчу удаётся временно заблокировать.
Местный «фермер» жукоедов Алексей Кириллович, бывший до войны энтомологом, ради интереса решается посмотреть на муранчу своими глазами, использовав для этой цели уцелевший технический лаз, ведущий на станцию Ворошиловскую, занятую муранчой. Через щель в люке, перекрывающем лаз, герои замечают огромную «гусеницу», распластавшуюся по станции, которая оказывается муранчиной маткой. Вернувшись обратно на Пушкинскую, энтомолог заявляет, что мутантов можно победить, если уничтожить их королеву.
Илья замечает в толпе человека, очень похожего на Сапёра, и преследует его, но теряет из виду. В поисках Сапёра Колдун натыкается на гейт в подметро, охраняемый отрядом под командованием персонажа по прозвищу Метрострой. У них Илья видит тоннелепроходческий комбайн. Метрострой поясняет, что при помощи данной техники будет организована вылазка в подземелья, чтобы эвакуировать туда людей. Ростовчане, тем временем, пробуют пробраться к муранчиной матке и уничтожить её гранатой, но терпят неудачу и погибают, успевая взорвать лаз, чтобы не пустить муранчу в обитаемую часть метро.

### Подметро
Илья возвращается к Метрострою, чтобы вступить в его отряд. Тот в срочном порядке собирает людей для похода в подметро. Илью командир жукоедов сажает в комбайн и приказывает ему начать продвигаться вперёд. В катакомбах жукоеды и Колдун сталкиваются с их обитателями «байбаками» — бомжами, спасшимися в подметро во время Третьей мировой войны. Не сталкиваясь с сопротивлением, отряд продвигается дальше, пока не выходит в обширную пещеру, чей дальний конец заложен кирпичами. Метрострой, предполагая, что там может быть выход из города, говорит Илье ломать стену. За ней обнаруживается тёмное озеро, из которого, убив Метростроя, выходят разнообразные твари — «живность». Она истребляет весь отряд, кроме Ильи, укрывшегося внутри комбайна, а после расползается по пещере.
Илья понимает, что вскоре всем жителям метро придёт конец — их сожрёт либо муранча, либо живность. Однако Колдун принимается разыскивать выживших по пещере, пока не замечает человека и впускает его в комбайн. Этим человеком оказывается Сапёр, ставший лидером «байбаков». Сапёр рассказывает, что хотел отомстить жителям станции Проспект Орджоникидзе за то, что они выставили его на поверхность, и поэтому подговорил Тютю впустить в метро муранчу. Илья понимает, что муранчу можно попытаться изгнать из метро, если проникнуть на Ворошиловскую и натравить на муранчиную королеву живность. Он заставляет Сапёра показать ему путь по подземельям до логова насекомых. Живность, привлечённая светом и шумом комбайна, следует за ним.
На Ворошиловской завязывается битва муранчи и живности. Насекомые атакуют также и комбайн, пытаясь вытащить оттуда Илью и Сапёра. Гигантским муравьям почти удаётся вытащить Сапёра, но тут, дабы прекратить его мучения, Колдун добивает начальника Аэропорта. Спустя несколько минут битва заканчивается. Муранче удаётся уничтожить всю живность, но той всё же удаётся смертельно ранить матку, в результате чего она и умирает.
Лишившись королевы, муранчиный рой покидает Ростов. Илья Колдунов, наблюдая за улетающими мутантами через смотровые окна ворошиловских гермоворот, мечтает, что когда-нибудь люди, став такими же сплоченными, как муранча, смогут вернуться на поверхность и отвоевать её для себя.

## Критика
Эдуард Козлов в своей рецензии для российского журнала «Мир фантастики» оценил роман в 7 баллов из 10. Комментируя произведение, рецензент отметил, что «Муранча» не является исключением из традиций, по которым пишутся книги «Вселенной Метро 2033», скроенные «примерно по единой мерке». Как и в других романах серии, в «Муранче» имеются и герои «разной степени шизанутости», и метрополитен с подробным описанием станций-общин, и общая беда, угрожающая его жителям, с которой они успешно борются, и философские вопросы, которыми пытается задаться «каждый из авторов серии в меру своих способностей». Критик называет произведение «романом о возрождении человека через боль и смерть», который, вместе с тем, не лишён боевой и приключенческой составляющей.
Мариуш Войтечек в рецензии для польского портала Paradoks отметил, что «книга читается хорошо, она динамична и написана профессионально». Однако в качестве серьёзного недостатка рецензент называет слишком предсказуемый сюжет и «тенденциозных» персонажей. По его словам, роман придаёт ощущение неоригинальности происходящего, поскольку концепция разделения метро на независимые и строго специализированные фракции уже исчерпана в серии и «мастерски развита» в трилогии Андрея Дьякова, и построение сюжета на такой концепции «было, вероятно, не лучшей идеей». Несмотря на то, что «мир „Метро“ очень ограничен и имеет множество правил», критик констатирует, что авторам серии Сурену Цормудяну и Павлу Майке удалось лучше воспользоваться условиями, чем автору «Муранчи». Роман, по мнению критика, может оказаться интересным для тех, кто ещё не встречался с романами о метро-2033 или с постапокалиптикой в целом, но скучным и предсказуемым для опытных читателей подобной литературы.

### Комментарии
1. ↑  Последняя книга трилогии Андрея Дьякова была издана в Польше в 2013 году, тогда как «Муранча» — в 2014.